# Mazax pax
Espèce
Synonymes
- Mazax spinosa O. Pickard-Cambridge, 1898 nec Simon, 1897

Mazax pax est une espèce d'araignées aranéomorphes de la famille des Corinnidae.

## Distribution
Cette espèce se rencontre aux États-Unis dans le Sud du Texas, au Mexique, au Costa Rica, au Panama et en Colombie,.

## Description
La carapace des mâles mesure de 1,60 à 1,90 mm de long sur de 0,95 à 1,15 mm et l'abdomen de 2,00 à 2,60 mm de long sur de 0,85 à 1,05 mm et la carapace des femelles de 1,80 à 2,20 mm de long sur de 1,10 à 1,30 mm et l'abdomen de 1,75 à 2,80 mm de long sur de 1,15 à 1,70 mm.

## Systématique et taxinomie
Le nom Mazax spinosa O. Pickard-Cambridge, 1898, préoccupé par Mazax spinosa Simon, 1897, a été remplacé par Mazax pax par Reiskind en 1969.

## Publications originales
- Reiskind, 1969 : « The spider subfamily Castianeirinae of North and Central America (Araneae, Clubionidae). » Bulletin of the Museum of Comparative Zoology at Harvard College, vol. 138, p. 163-325 (texte intégral).
- O. Pickard-Cambridge, 1898 : « Arachnida. Araneida. » Biologia Centrali-Americana, Zoology, vol. 1, p. 233-288 (texte intégral).